# Звиничево
Звини́чево (болг. Звъничево) — село в Пазарджицькій області Болгарії. Входить до складу общини Пазарджик.

## Населення
За даними перепису населення 2011 року у селі проживали 1899 осіб.
Національний склад населення села:
| Національність   | Кількість осіб | Відсоток |
| ---------------- | -------------- | -------- |
| болгари          | 1401           | 82,7%    |
| цигани           | 251            | 14,8%    |
| турки            | 23             | 1,4%     |
| інша             | 12             | 0,7%     |
| не визначились   | 8              | 0,5%     |
| Всього відповіли | 1695           |          |

Розподіл населення за віком у 2011 році:
Динаміка населення: